# Matobo (Botswana)
Matobo è un villaggio del Botswana situato nel distretto Centrale, sottodistretto di Tutume. Il villaggio, secondo il censimento del 2011, conta 1.136 abitanti.

## Località
Nel territorio del villaggio sono presenti le seguenti 1 località:
- Ntobgwe di 335 abitanti